# Liste der Einträge im National Register of Historic Places im Dallas County (Alabama)
Die Liste der Registered Historic Places im Dallas County in Alabama führt alle Bauwerke und historischen Stätten im Dallas County auf, die in das National Register of Historic Places aufgenommen wurden.

## Aktuelle Einträge
| Lfd. Nr. | Name                                            | Bild | Datum der Eintragung | Adresse/Lage                                                                                 | Ort             | ID-Nr.   | Beschreibung                                              |
| -------- | ----------------------------------------------- | ---- | -------------------- | -------------------------------------------------------------------------------------------- | --------------- | -------- | --------------------------------------------------------- |
| 1        | Adams Grove Presbyterian Church                 |      | 5. Juni 1986         | S side of Cahaba-Greenville Rd.                                                              | Cahaba          | 86001239 |                                                           |
| 2        | Antique Store                                   |      | 29. Jan. 1987        | Off AL 22                                                                                    | Plantersville   | 86003662 |                                                           |
| 3        | Brown Chapel African Methodist Episcopal Church |      | 4. Feb. 1982         | 410 Martin Luther King, Jr. St.                                                              | Selma           | 82002009 | Hat außerdem den Status eines National Historic Landmarks |
| 4        | Cahaba                                          |      | 8. Mai 1973          | 11 mi (17,6 km) SW of Selma at jct. of Cahaba and Alabama Rivers                             | Selma           | 73000341 |                                                           |
| 5        | Carlowville Historic District                   |      | 18. Jan. 1978        | 17 Mi. (27 km) S of Selma on AL 89                                                           | Selma           | 78000487 |                                                           |
| 6        | Christian Church and Parsonage                  |      | 29. Jan. 1987        | Off AL 22                                                                                    | Plantersville   | 86003664 |                                                           |
| 7        | Dallas County Courthouse                        |      | 20. Juni 1975        | 109 Union St.                                                                                | Selma           | 75000310 | Auch bekannt als Smitherman Building                      |
| 8        | Dallas County High School                       |      | 5. Jan. 1982         | Fifth Ave.                                                                                   | Plantersville   | 82005136 |                                                           |
| 9        | Doctor’s Office                                 |      | 29. Jan. 1987        | Jct. of First Ave. N of Oak St. and First Ave.                                               | Plantersville   | 86003663 |                                                           |
| 10       | Driskell-Martin House                           |      | 29. Jan. 1987        | NW jct. of Cherry St. and First Ave.                                                         | Plantersville   | 86003661 |                                                           |
| 11       | Edmund Pettus Bridge                            |      | 27. Feb. 2013        | US 80, MP 85.415                                                                             | Selma           | 13000281 | Hat außerdem den Status eines National Historic Landmarks |
| 12       | First Baptist Church                            |      | 20. Sep. 1979        | 709 Martin Luther King, Jr. St.                                                              | Selma           | 79000383 |                                                           |
| 13       | H. Bruce Hain House                             |      | 30. Nov. 2001        | 5826 AL 41                                                                                   | Sardis          | 01001295 |                                                           |
| 14       | Icehouse Historic District                      |      | 28. Juni 1990        | Roughly bounded by Jefferson Davis and Dallas Aves., Union and Lapsley Sts., and Valley Cr.  | Selma           | 90000886 |                                                           |
| 15       | John Tyler Morgan House                         |      | 27. Sep. 1972        | 719 Tremont St.                                                                              | Selma           | 72000159 |                                                           |
| 16       | Marcus Meyer Skinner House                      |      | 27. Aug. 1987        | 2612 Summerfield Rd.                                                                         | Selma           | 87001418 |                                                           |
| 17       | Marshall’s Grove                                |      | 4. Feb. 1982         | AL 22                                                                                        | Selma           | 82002010 |                                                           |
| 18       | Old Town Historic District                      |      | 3. Mai 1978          | Roughly bounded by the Alabama River, Jefferson Davis Ave., Pettus, Broad, and Franklin Sts. | Selma           | 78000486 |                                                           |
| 19       | Pleasant Hill Presbyterian Church               |      | 22. Apr. 1999        | O.2 mi. E of jct. of Cty. Rd. 7 and Cty. Rd. 12                                              | Pleasant Hill   | 99000465 |                                                           |
| 20       | Riverdale                                       |      | 10. Sep. 1979        | NE of Selma on River Rd.                                                                     | Selma           | 79000384 |                                                           |
| 21       | Riverview Historic District                     |      | 28. Juni 1990        | Roughly bounded by Selma Ave., Satterfield and Lapsley Sts. and the Alabama R.               | Selma           | 90000887 |                                                           |
| 22       | St. Luke’s Episcopal Church                     |      | 25. März 1982        | S of Browns                                                                                  | Browns          | 82002008 |                                                           |
| 23       | St. Paul’s Episcopal Church                     |      | 25. März 1975        | 210 Lauderdale St.                                                                           | Selma           | 75000311 |                                                           |
| 24       | Street Manual Training School                   |      | 28. Juli 1999        | 263 Cty. Rd. 38                                                                              | Ruchmond-Minter | 99000891 |                                                           |
| 25       | Sturdivant Hall                                 |      | 18. Jan. 1973        | 713 Mabry St.                                                                                | Selma           | 73000340 |                                                           |
| 26       | Summerfield District                            |      | 1. März 1982         | Selma-Summerfield and Marion Rds., Centenary and College Sts.                                | Summerfield     | 82002011 |                                                           |
| 27       | Todd House                                      |      | 29. Jan. 1987        | S side of Oak St. W of First Ave.                                                            | Plantersville   | 86003665 |                                                           |
| 28       | U.S. Post Office Building                       |      | 26. März 1976        | 908 Alabama Ave.                                                                             | Selma           | 76000322 |                                                           |
| 29       | Valley Creek Presbyterian Church                |      | 28. Mai 1976         | N of Selma on Valley Creek Rd.                                                               | Selma           | 76000323 |                                                           |
| 30       | Water Avenue Historic District                  |      | 26. Dez. 1972        | Water Ave.                                                                                   | Selma           | 72000160 |                                                           |
| 31       | Wesley Plattenburg House                        |      | 3. Feb. 1993         | 601 Washington St.                                                                           | Selma           | 92001827 |                                                           |